# Nemesis Divina
Nemesis Divina — третий студийный альбом норвежской блэк-металической группы Satyricon, вышедший в 1996 году,
Nemesis Divina наряду с дебютным альбомом Dark Medieval Times считается высшим достижением группы. На песню «Mother North» был снят клип, в котором авторы использовали мелодии Танца рыцарей из балета Ромео и Джульетта и увертюры «O Fortuna» из Carmina Burana. В записи альбома принимали участие музыканты Darkthrone Kveldulv (Nocturno Culto) (в качестве сессионного музыканта) и Herr Nagell (Fenriz) (он написал текст «Du Som Hater Gud»).
Бюджет альбома составлял 120 тысяч норвежских крон (двадцать тысяч долларов).

## Список композиций
| №                   | Название                           | Длительность |
| ------------------- | ---------------------------------- | ------------ |
| 1.                  | «The Dawn Of A New Age»            | 7:28         |
| 2.                  | «Forhekset»                        | 4:32         |
| 3.                  | «Mother North»                     | 6:26         |
| 4.                  | «Du Som Hater Gud»                 | 4:21         |
| 5.                  | «Immortality Passion»              | 8:23         |
| 6.                  | «Nemesis Divina»                   | 6:55         |
| 7.                  | «Transcendental Requiem Of Slaves» | 4:44         |
| Общая длительность: | Общая длительность:                | 42:48        |

## Участники записи
- Сатир — вокал, гитара, бас-гитара, клавишные
- Kveldulv (Nocturno Culto из Darkthrone) — гитара
- Фрост — ударные
- Bratland — клавишные
- Nebelhexe — речь на «The Dawn Of A New Age»